# Russell Hulse
Russell Alan Hulse (Nueva York, 28 de noviembre de 1950) es un astrofísico estadounidense y ganador del Premio Nobel de física en 1993 "por el descubrimiento de un nuevo tipo de púlsar que abre nuevas posibilidades para el estudio de la gravitación". Es un especialista en estudios de pulsares y ondas gravitacionales.

Se educó en el instituto del Bronx y fue a estudiar a Cooper Union - un instituto del bajo Manhattan -, y luego a la Universidad de Amherst, donde recibió su doctorado en 1975.
Fue mientras trabajaba como estudiante de investigación en Amherst en su proyecto de tesis doctoral cuando Hulse llevó a cabo las observaciones que condujeron al descubrimiento del púlsar binario, utilizando el radiotelescopio de Arecibo.
Posteriormente trabajó en el observatorio Nacional de Radioastronomía de los Estados Unidos de 1975 a 1977. Desde 1977 ha trabajado en el laboratorio de física de plasma de la Universidad de Princeton en un proyecto de investigación sobre producción de fusión nuclear en reacciones sostenidas que podrían utilizarse en la producción de energía a partir de los mismos procesos que mantienen calientes al Sol y a las estrellas.